# Orto botanico

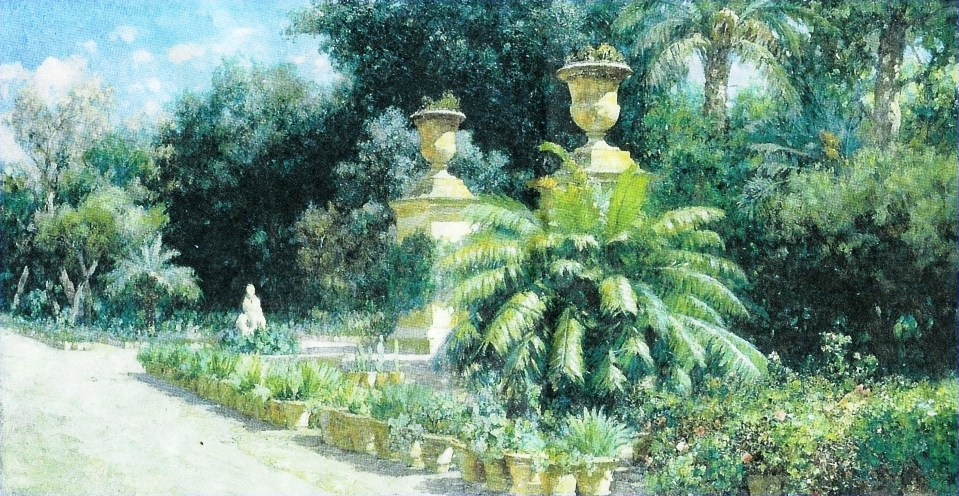
L'Orto botanico di Palermo in un dipinto di Francesco Lojacono.

Un orto botanico (dal latino hortus botanicus) è un ambiente naturale ricreato artificialmente che raccoglie una grande varietà di piante categorizzate per scopi scientifici e didattici.
Il termine giardino botanico è considerato sinonimo di orto botanico, ma taluni lo ritengono un ambiente a scopo di ricreazione e di studio, mentre l'orto avrebbe storicamente una funzione di produzione di sostanze medicamentose, in quantità sufficienti a rifornire ad esempio un vicino ospedale od uno studio medico od anche a scopi commerciali.
In genere nelle università è affiancato da una biblioteca ed un erbario per lo studio e la catalogazione delle specie.

## Storia

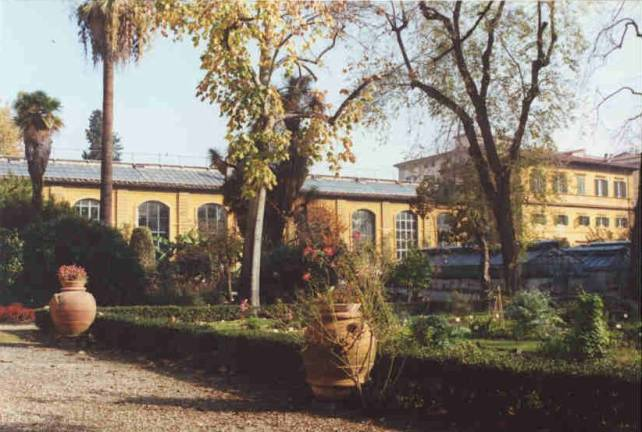
Giardino dei Semplici di Firenze.

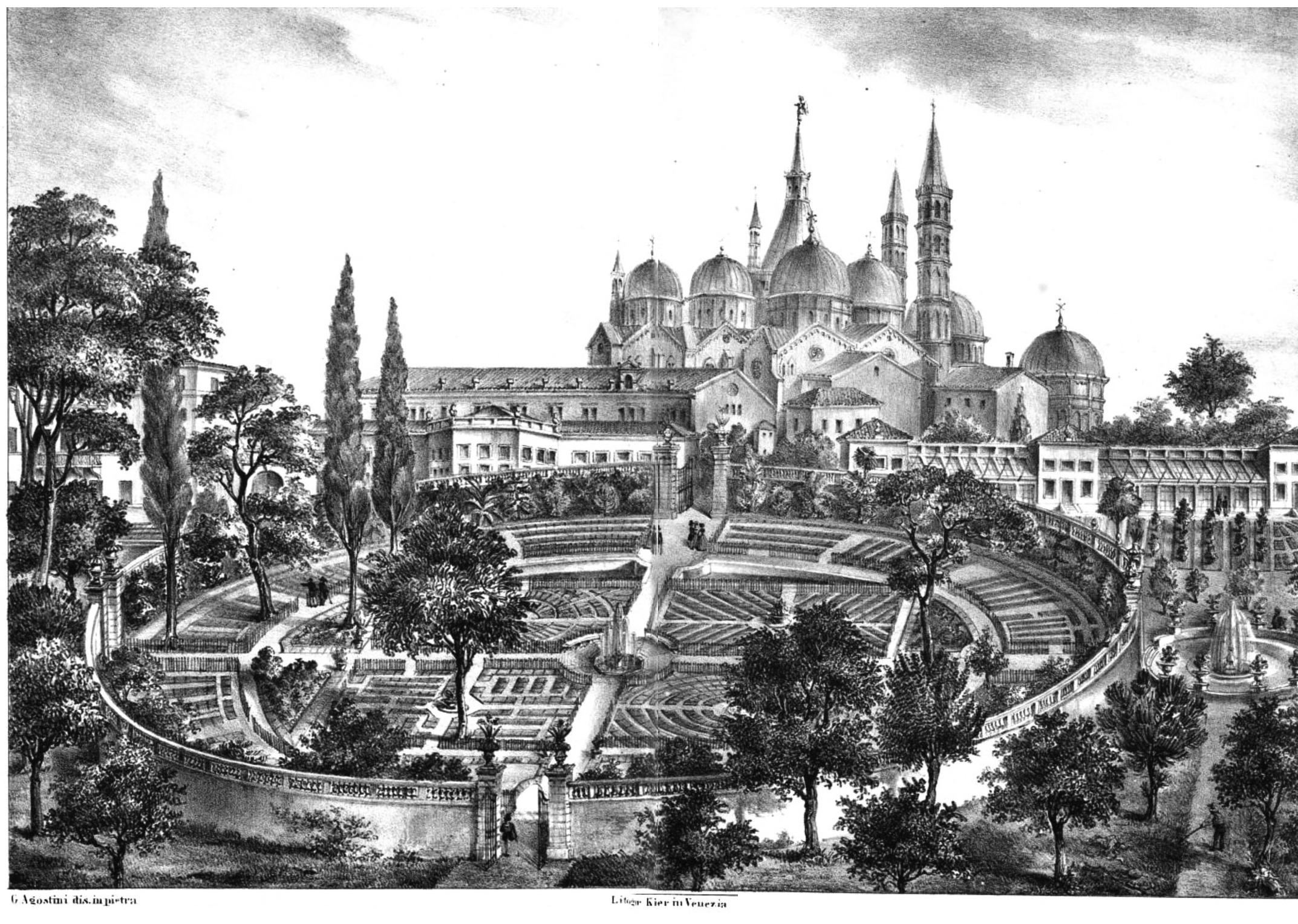
Litografia del Giardino dei semplici di Padova.

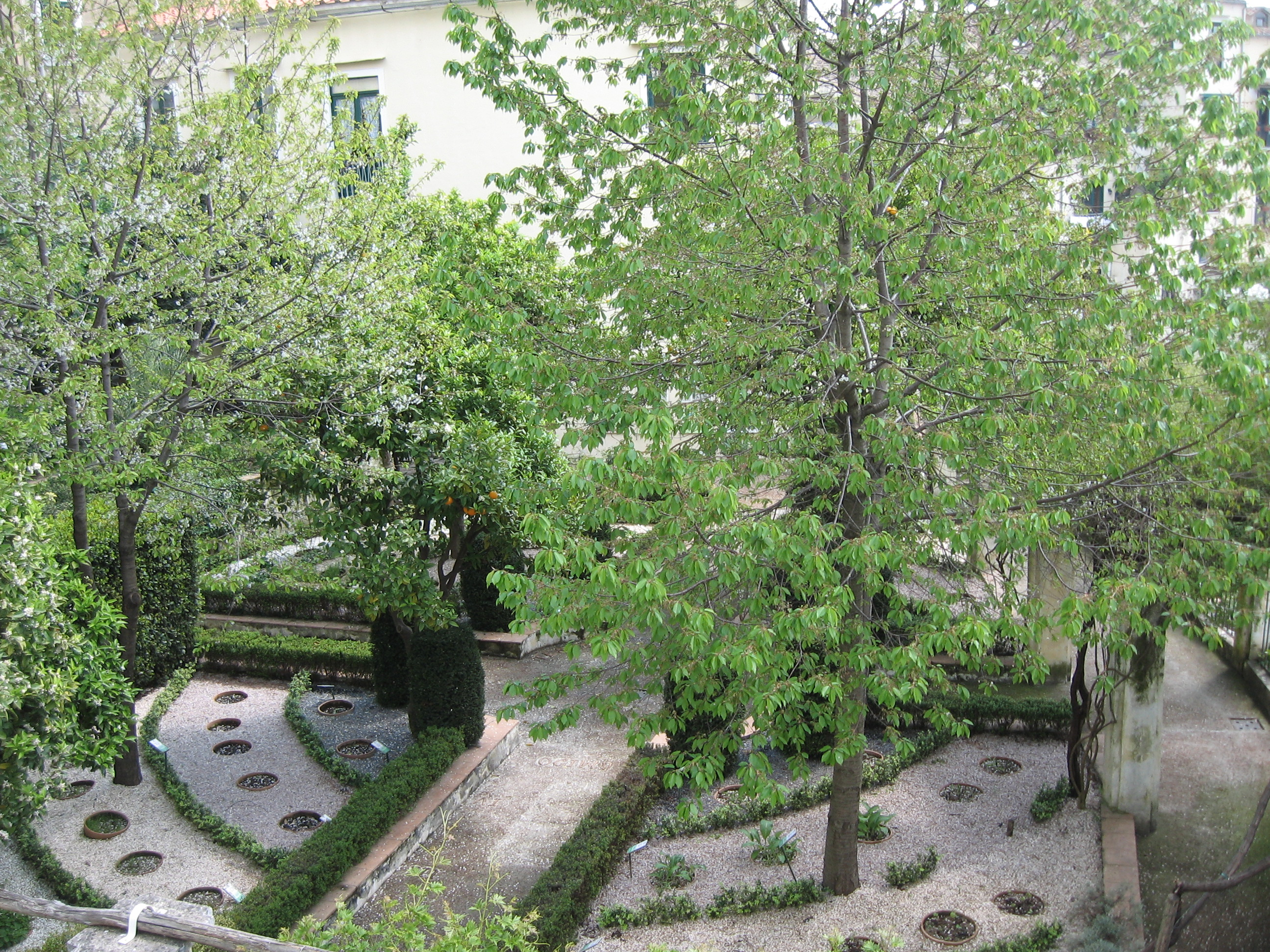
Il giardino della Minerva di Salerno.

L'origine di complessi simili agli attuali orti botanici è discussa da diversi autori, ma generalmente la si fa risalire a tempi antichi in diverse culture, in quanto potevano rappresentare gli unici medicamenti a disposizione: dal giardino botanico di Karnak del faraone egizio Tutmosi III alle raccolte di piante medicinali di epoca ateniese (es. Teofrasto nel IV secolo a.C.) o romana (Hortus conclusus).
Nella civiltà Azteca famoso l'Orto botanico con essenze provenienti da tutte le americhe fatto costruire da Montezuma nel 1467 e poi distrutto dagli spagnoli con la capitale dell'impero.
Nel Medioevo e nel Rinascimento si diffuse la coltivazione di piante medicinali negli horti sanitatis situati presso i monasteri e le scuole di medicina e farmacia delle università. Il primo orto botanico del mondo occidentale sorse a Salerno ad opera di Matteo Silvatico, insigne medico della Scuola medica salernitana tra il XIII ed il XIV secolo, profondo conoscitore di piante officinali. Nel suo giardino dei semplici, il Giardino della Minerva, vennero per la prima volta coltivate e classificate una grande quantità di piante ed erbe per studiarne a scopo scientifico le proprietà terapeutiche e medicamentose.
Con la scoperta dell'America l'arrivo massiccio in Europa di specie sconosciute stimolò grandemente la ricerca e la coltivazione.
L'Italia, che già nel Rinascimento, con la nascita e la diffusione del giardino all'italiana, aveva avuto un ruolo centrale nella storia dell'arte dei giardini, nel corso del XVI secolo fu la culla di un rinnovato interesse per l'osservazione naturalistica e la classificazione delle piante. Le istituzioni di questo tipo più antiche sono l'Orto Vaticano di Roma (1447) e l'Orto Echtiano di Colonia (1490). A questo si aggiunse un'esigenza di tipo didattico per gli studenti delle università, che portò alla nascita dei primi orti botanici. Nacquero così l'Orto botanico di Pisa nel 1544, l'Orto botanico di Padova nel giugno del 1545, quello di Firenze nel dicembre 1545, quello di Bologna nel 1567 e quello di Valencia (Spagna) nello stesso anno.
Alcuni decenni dopo videro la luce gli orti botanici delle università di Lipsia (1580), Jena (1586) e Heidelberg (1597) in Germania, l'Orto botanico di Leida nei Paesi Bassi (1590) e quello di Montpellier in Francia (1593).
Nel secolo successivo sorsero orti botanici universitari anche in Danimarca (Copenaghen, 1600), Inghilterra (Oxford, 1621) e Svezia (Uppsala, 1655).
Nella stessa epoca nascevano i giardini botanici delle grandi capitali degli imperi coloniali: lo Jardin des Plantes di Parigi (1635) e l'Orto botanico di Amsterdam (1638). Nel 1759 vennero fondati i Royal Botanic Gardens di Kew e nel 1772 l'Orto botanico di Coimbra nel 1786 l'orto botanico di Calcutta ad opera della Compagnia britannica delle Indie orientali a scopi commerciali. Divennero non solo luoghi di studio, di formazione scientifica, di sperimentazione e di didattica, ma anche luoghi di ricerca e di diffusione delle informazioni, nonché importanti centri di riferimento per attività economiche e commerciali.